# Hydrophis curtus
Hydrophis curtus là một loài rắn trong họ Rắn hổ. Loài này được Shaw mô tả khoa học đầu tiên năm 1802.